# 495 Eulalia
495 Eulalia је астероид главног астероидног појаса са пречником од приближно 38,85 km.
Афел астероида је на удаљености од 2,809 астрономских јединица (АЈ) од Сунца, а перихел на 2,166 АЈ.
Ексцентрицитет орбите износи 0,129, инклинација (нагиб) орбите у односу на раван еклиптике 2,278 степени, а орбитални период износи 1433,485 дана (3,924 године).
Апсолутна магнитуда астероида је 10,78 а геометријски албедо 0,057.
Астероид је откривен 25. октобра 1902. године.